# Хлопці з третьої роти
Хлопці з третьої роти (англ. The Boys in Company C) — антивоєнна драма 1978 року.

## Сюжет
Військова драма зображує життя п'яти американських морських піхотинців, починаючи з їх тренувань у навчальному таборі для новобранців в 1967 і закінчуючи нападом на В'єтнам в 1968 році. Їх життя швидко перетворилися на пекельний кошмар. Внутрішньо зломлені через безглузду війну, налякані безпринципністю їх союзника — Південного В'єтнаму — і постійно знаходячись у небезпеці через власного командира, молоді люди знайшли можливий вихід з цієї ситуації. Їм сказали, якщо вони навмисне програють у футбол команді Південного В'єтнаму, то зможуть провести залишок війни, граючи показові ігри за лінією фронту. Проте, як вони незабаром дізналися, у В'єтнамі все виявляється не таким простим, яким здається спочатку.

## У ролях
- Стен Шоу — Тайрон Вашингтон
- Ендрю Стівенс — Біллі Рей Пайк
- Джеймс Каннінг — Елвін Фостер
- Майкл Лембек — Вінні Фаціо
- Крейг Воссон — Дейв Бісбі
- Скотт Хайлендс — капітан Коллінз
- Джеймс Вітмор мол. — лейтенант Арчер
- Ноубл Віллінгем — сержант Керрі
- Р. Лі Ермі — сержант Лойс
- Сантос Моралес — сержант Акілла
- Дрю Майклс — полковник Меткалф
- Карен Хілгер — Бетсі
- Пеггі О'Ніл — Ненсі Бісбі
- Клод Вілсон — Рой Фостер
- Чак Доерті — Джордж Райк